# 천단비
천단비(1986년 4월 27일~)는 대한민국의 가수이다. 2015년 Mnet 《슈퍼스타K 7》에 참가해 여성 첫 준우승을 하였다.

## 학력
- 혜원여자고등학교 (졸업)
- 한양여자대학 실용음악과[2] (졸업)

## 음반
- 《Ro맨틱? No맨틱! - Part 2》 - 아끼지 말아요 (with 하울) (2010년)
- 《어느 봄의 거짓말》 (2017년)
- 《오늘따라 조금 더》 (with 예성) (2017년)
- 《이별로 걷는 길》 (2018년)
- 《2019 월간 윤종신 8월호》 - 이별하긴 하겠지 (with 김필, 윤종신) (2019년)
- 《괜찮아지는 법》 (2019년)
- 《못난이》 (2020년)
- 《Fly Away》(2020년)

### OST
- 《건빵선생과 별사탕 OST》 - 눈물샘 (2005년)
- 《외과의사 봉달희 OST》 - 버릇처럼 (2007년)
- 《제중원 OST》 - 새까맣게 (2010년)
- 《민들레 가족 OST》 - 아끼지 말아요 (With 하울) (2010년)
- 《대박 OST Part 4》 - 같은 소원 (2016년)
- 《변혁의 사랑 OST Part 1》 - 이상한 연애 사이 (2017년)
- 《손 꼭 잡고, 지는 석양을 바라보자 OST Part 3》 - 처음 그때처럼 (2018년)
- 《SKY 캐슬 OST Part 1》 - 프린세스메이커 (2018년)
- 《고고송 OST》 - 머물러요 (2019년)
- 《슬플 때 사랑한다 OST Part 4》 - Stay With Me (2019년)
- 《우아한 가 OST Part 3》 - Return (2019년)

### 편집
- 《A-jae Sensibility 아재감성 Part 1》 - 넌 내게 물었어 (2018년)
- 《행보 2019 윤종신》 - 이별하긴 하겠지 (with 김필, 윤종신) (2019년)

## 방송 출연
- 2015년 Mnet 슈퍼스타K 7 - 준우승
- 2018년 MBC 미스터리 음악쇼 복면가왕 - 좋은 건 크게 듣는 거야! 축음기 < 참가자 >
- 2020년 - 2021년 JTBC 싱어게인 - 3라운드 (40호)